# Tepoztopilli
Die Tepoztopilli war ein aztekischer Speer, der sowohl zur Jagd als auch zum Kampf verwendet wurde.

## Beschreibung und Verwendung
Dieser Speer wurde aus mannshohem Holz gefertigt, in das ein Kopf aus hartem Holz eingesetzt wurde. In diesem Kopf wurden dann mit Hilfe von Harz oder anderen natürlichen Klebern Obsidianklingen befestigt. Dadurch hatte man eine Waffe, die sowohl als Speer als auch als eine Art Hellebarde verwendet werden konnte. Für Krieger in der ersten Linie einer Formation wurde sie oft verwendet, da diese genug Platzfreiheit für eine so große Waffe hatten. Ähnlich gebaut war die Macana.

## Geschichte
Die Tepoztopilli entstand im ersten Jahrtausend v. Chr. und wurde bis 1492, dem Eintreffen der Spanier, verwendet. In dieser Zeit wurden v. a. die Jaguarkrieger der Azteken mit diesen Speeren gefürchtet. Danach hatten sie gegen die metallenen Schwerter der Konquistadoren keine Chance mehr. 
Das letzte originale Exemplar einer Tepoztopilli wurde 1884 zerstört: Es lagerte in Madrid in einem Museum, als ein Feuer ausbrach und die wertvolle Sammlung vernichtete.